# Instytut Historii Uniwersytetu Pomorskiego w Słupsku
Instytut Historii Akademii Pomorskiej w Słupsku (IH AP w Słupsku) – jedna z 10 jednostek dydaktycznych Akademii Pomorskiej w Słupsku. Pierwotnie należąca do struktur Wydziału Filologiczno-Historycznego Akademii Pomorskiej w Słupsku. Dzieli się na 5 zakładów i 1 pracownie naukową. Posiada uprawnienia do nadawania stopnia naukowego doktora. Prowadzi działalność dydaktyczną i badawczą związaną z historią polityczną, społeczną i gospodarczą w jej poszczególnych epokach i różnych aspektach. Instytut oferuje studia na kierunkach: historia i politologia oraz studia doktoranckie z zakresu historii. Aktualnie na instytucie kształci się kilkuset studentów w trybie dziennym i zaocznym. Instytut wydaje własny rocznik Słupskie Studia Historyczne, poświęcony historii polskiej i powszechnej na przestrzeni wszystkich epok. Czasopismo jest wydawane przez Wydawnictwo Naukowe Akademii Pomorskiej w Słupsku i ma ono charakter otwarty, czyli mogą w nim zamieszczać artykuły autorzy z ośrodków krajowych i zagranicznych. Siedzibą instytutu jest główny gmach akademii przy ul. Arciszewskiego 22 a w Słupsku
Instytut powstał jako jedna z pierwszych jednostek Wyższej Szkoły Pedagogicznej w 1986 roku po przekształceniu dotychczasowej Katedry Historii, działającej od początku istnienia w Słupsku Wyższej Szkoły Nauczycielskiej jako Zakład Historii. Jego twórcami byli w przeważającej części naukowcy wywodzący się z Uniwersytetu im. Adama Mickiewicza w Poznaniu, a w późniejszym okresie Uniwersytetu Gdańskiego. Pracownicy naukowi instytutu zajmowali też często najważniejsze stanowiska w hierarchii akademickiej – rektorów oraz prorektorów, wielokrotnie obejmowali też funkcję dziekanów na swoich wydziałach. Instytut początkowo afiliowany był przy Wydziale Humanistycznym, a po jego przemianowaniu w 2001 roku przy Wydziale Filologiczno-Historycznym. Aktualnie zatrudnionych jest 36 pracowników naukowo-dydaktycznych, z czego na 3 z tytułem naukowym profesora stanowisku profesora zwyczajnego, 9 na stanowisku profesora nadzwyczajnego ze stopniem naukowym doktora habilitowanego, 22 adiunktów ze stopniem doktora oraz 2 asystentów z tytułem magistra.
Od 1 października 2019 roku, zarządzeniem Rektora AP, Instytut funkcjonuje jako Instytut Historii Akademii Pomorskiej w Słupsku.

## Historia
Początki kształcenia historycznego na poziomie akademickim w Słupsku związane są z powołaniem do życia 28 czerwca 1969 roku Wyższej Szkoły Nauczycielskiej, w której składzie w ramach Wydziału Humanistycznego znalazł się Zakład Historii, którego organizacją zajął się doc. dr Tomasz Szrubka. 1 września 1984 roku jednostka ta została przemianowana na Katedrę Historii, a 1 października 1986 roku przekształcono ją w Instytut Historii.
Od 1993 roku instytut wydaje własny rocznik naukowy "Słupskie Studia Historyczne". Ważnym wydarzeniem w dziejach jednostki było uzyskanie w 2002 roku w ramach Wydziału Filologiczno-Historycznego uprawnienia do nadawania stopnia doktora nauk humanistycznych w dyscyplinie historia. W 2010 roku instytut otrzymał uprawnienia do prowadzenia drugiego kierunku studiów - politologii na poziomie studiów pierwszego stopnia. W związku z tym z dniem 1 października 2010 roku dotychczasowy Instytut Historii został przekształcony w Instytut Historii i Politologii.

## Władze Instytutu
W roku akademickim 2019/2020:
| Stanowisko                                        | Imię i nazwisko              |
| ------------------------------------------------- | ---------------------------- |
| Dyrektor                                          | prof. dr hab. Wojciech Skóra |
| Zastępca Dyrektora do spraw naukowych             | ks. dr hab. Józef Szymański  |
| Zastępca Dyrektora do spraw dydaktyki i studentów | dr Kacper Pencarski          |

## Poczet dyrektorów
Zakład Historii
- 28.06.1969 - 31.08.1973: doc. dr Tomasz Szrubka
- 01.09.1973 - 31.01.1981: prof. dr hab. Andrzej Czarnik
- 01.02.1981 - 31.08.1981: doc. dr Tomasz Szrubka
- 01.09.1981 - 31.08.1984: doc. dr Tadeusz Gasztold

Katedra Historii
- 01.09.1984 - 30.09.1986: prof. dr hab. Józef Spors

Instytut Historii
- 01.10.1986 - 30.09.1991: prof. dr hab. Józef Spors
- 01.10.1991 - 30.09.1996: prof. dr hab. Stanisław Łach
- 01.10.1996 - 30.09.1998: prof. dr hab. Jerzy Hauziński
- 01.10.1998 - 07.02.2002: prof. dr hab. Jerzy Przybylski
- 08.02.2002 - 30.09.2008: dr hab. Marian Drozdowski
- 01.10.2008 - 30.09.2010: dr hab. Zenon Romanow

Instytut Historii i Politologii
- 01.10.2010 - 30.09.2016: dr hab. Zenon Romanow
- 01.10.2016 - 30.09.2019: dr hab. Robert Kuśnierz

Instytut Historii
- od 01.10.2019 r.: prof. dr hab. Wojciech Skóra

## Kierunki kształcenia
Instytut Historii Akademii Pomorskiej w Słupsku kształci studentów na studiach licencjackich (3 letnie), po których ukończeniu ich absolwenci uzyskują tytuł zawodowy licencjata. Do wyboru są następujące kierunki i specjalności:
- historia
  - archiwistyka (dzienne, zaoczne)
  - historia (dzienne, zaoczne)
  - turystyka historyczna i promocja dziedzictwa kulturowego (dzienne, zaoczne)
  - historia regionalna (dzienne)
- kulturoznawstwo (dzienne, zaoczne)
- politologia
  - ustrojowo-samorządowa (dzienne, zaoczne, wieczorowe)
  - wschodoznawstwo (dzienne, zaoczne)

Po ukończeniu studiów pierwszego stopnia ich absolwenci mogą kontynuować dalsze kształcenie w ramach studiów magisterskich uzupełniających, trwających 2 lata i kończących się uzyskaniem tytułu zawodowego magistra. Studenci mają do wyboru następujące kierunki i specjalności:
- historia 
  - archiwistyka z pomorzoznawstwem (dzienne)
  - bezpieczeństwo europejskie (dzienne, zaoczne)
  - historia (nauczycielska) (dzienne, zaoczne)
  - historia grup dyspozycyjnych (dzienne, zaoczne)

Instytut oferuje studia doktoranckie (trzeciego stopnia), trwające 4 lata i kończące się uzyskaniem stopnia naukowego doktora w dziedzinie historii.

## Struktura organizacyjna

### Pracownia Historii Starożytnej
Samodzielni pracownicy naukowi:
- dr Wojciech Bejda – kierownik Pracowni

### Zakład Historii Średniowiecznej
Samodzielni pracownicy naukowi:
- dr hab. Agnieszka Teterycz-Puzio – kierownik Zakładu
- dr hab. Jarosław Sochacki

### Zakład Historii Nowożytnej i XIX wieku
Samodzielni pracownicy naukowi:
- ks. dr hab. Józef Szymański – kierownik Zakładu
- dr hab. Paweł Gut

### Zakład Historii XX wieku
Samodzielni pracownicy naukowi:
- prof. dr hab. Wojciech Skóra – kierownik Zakładu
- dr hab. Elżbieta Kal
- dr hab. Maciej Hejger
- dr hab. Hubert Mikołajczyk

### Zakład Historii Pomorza i Archiwistyki
Samodzielni pracownicy naukowi:
- dr hab. Zenon Romanow – kierownik Zakładu

### Zakład Studiów Wschodnich
Samodzielni pracownicy naukowi:
- prof. dr hab. Piotr Kołakowski – kierownik Zakładu
- prof. dr hab. Roman Drozd
- dr hab. Robert Kuśnierz
- dr hab. Arkadiusz Słabig

## Kierunki działalności naukowej
Instytut prowadzi działalność dydaktyczną i badawczą związaną z historią polityczną, społeczną i gospodarczą w jej poszczególnych epokach i różnych aspektach ze szczególnym uwzględnieniem:
- chrześcijaństwa i judaizmu u schyłku Cesarstwa Rzymskiego
- nurtów ideologicznych średniowiecznego islamu
- stosunków polsko-niemieckich we wczesnym średniowieczu
- stosunków małopolsko-mazowieckie w dobie rozbicia dzielnicowego
- genealogii i heraldyce średniowiecznego rycerstwa polskiego i pomorskiego
- związków państwa i gospodarki w XVIII wieku
- historiografii czasów saskich
- handlu bałtyckiego w XVI-XVII wieku
- stosunków społecznych w dobie Michała Korybuta Wiśniowieckiego
- miast pomorskich w XVIII-XIX wieku
- ludności żydowskiej w prowincji pomorskiej w XIX- XX wieku
- przemian społecznych, narodowościowych i gospodarczych w rejencji koszalińskiej w XIX-XX wieku
- sprawy polskiej w czasach napoleońskich
- Pomorza Zachodniego w polskiej myśli politycznej XIX i XX wieku
- historii Bułgarii i Albanii w XIX i XX wieku
- współpracy politycznej, wojskowej i gospodarczej państw basenu Morza Bałtyckiego w XX wieku
- organów bezpieczeństwa II Rzeczypospolitej i Polski Ludowej
- mniejszości narodowych w Polsce w XX wieku
- polskiej służby konsularnej w II Rzeczypospolitej
- Kościoła rzymskokatolickiego i greckokatolickiego w Polsce w XX wieku
- historii sowieckiej Ukrainy
- polityki zagranicznej Ukrainy po 1991 roku